# 奥普里奇尼克湾
奥普里奇尼克湾（俄语：Залив Опричник）是日本海的海湾，伸入陆地1.6公里，入口宽3公里，深18米，面积3.4平方公里。它以奥普里奇尼克号快船命名。卡缅卡是沿岸重要的港口和定居点。